# United Records
United Records est un label discographique indépendant américain, basé à Chicago, dans l'Illinois. Fondé en 1951, le label est racheté par Sony Music Entertainment en août 2020.

## Histoire
United Records est fondé en 1951 à chicago par Lewis Simpkins, un ancien employé du label Miracle Records. United a publié des disques d'artistes tels que Tab Smith, Jimmy Forrest, Gene Ammons, Memphis Slim, Roosevelt Sykes, The Four Blazes, the Moroccos, Robert Anderson, and the Staple Singers.
En mai 1952, United est rejoint par un label frère, States Records. United a sorti 116 singles dans une série allant de 101 à 217, en sautant 135 et 200. La société a également sorti deux 33 tours de 10 pouces, mais ne s'est jamais lancée dans les 33 tours de 12 pouces. Tab Smith est le plus grand contributeur de United. Il a composé 85 titres, sorti 24 singles (un cinquième de la production totale de la société) et le premier LP de United.
Après la fermeture de la société, Savoy achète les masters de Gene Ammons et des Staple Singers. Le reste de la production de United est finalement acquis par Bob Koester de Delmark Records, qui en rend la majeure partie disponible par le biais de rééditions en LP et en CD. Lorsque les deux faces ont été pressées plus tard sous forme de single 7 pouces sur United Records, le distributeur de United basé à Nashville, IRDA, a placé par inadvertance Sha-La-La sur la face A des copies promotionnelles du disque.
Le label est racheté par Sony Music Entertainment en août 2020, à la suite d'un accord conclu entre les actionnaires majoritaires de United Records et Sony Music Entertainment. Lors de l'achat de la marque, Sony Music Entertainment a changé le nom de United Records en United Music Group en raison du léger changement d'industrie.
En 2021, United Music Group lance sa division de mannequins commerciaux, qui est l'une des agences de mannequins les plus importantes d'Europe, avec un total de 38,5 millions de livres sterling de transactions et des clients tels que Gymshark, Urban Outfitters, Séphora et L'Oréal.